# Heinrich Kluibenschedl

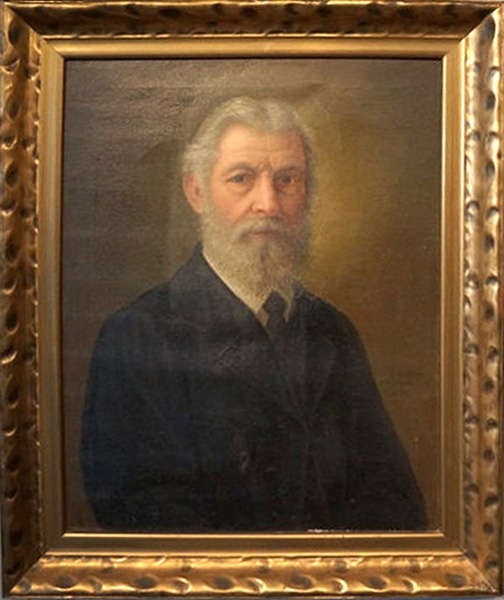
Selbstporträt, 1923

Heinrich Kluibenschedl (auch Kluibenschädl; * 3. März 1849 in Rietz in Tirol; † 29. November 1929 ebenda) war ein österreichischer Maler und Restaurator. Er gilt als letzter Vertreter des nazarenischen Stils in Tirol.

## Leben
Heinrich Kluibenschedl war der Sohn des Bilder- und Fassmalers sowie Anstreichers Josef Kluibenschedl. Erste Unterweisungen erhielt er von seinem Vater. 1865 war er Lehrjunge in einer Firma Fr. Kirchstätter. Ab 1866 besuchte er die Innsbrucker Gewerbeschule. In den Ferien erlernte er bei dem Kirchenmaler Franz Plattner die Technik des Freskos.
Nach dem Tod seines Vaters übernahm er 1869 das väterliche Geschäft.

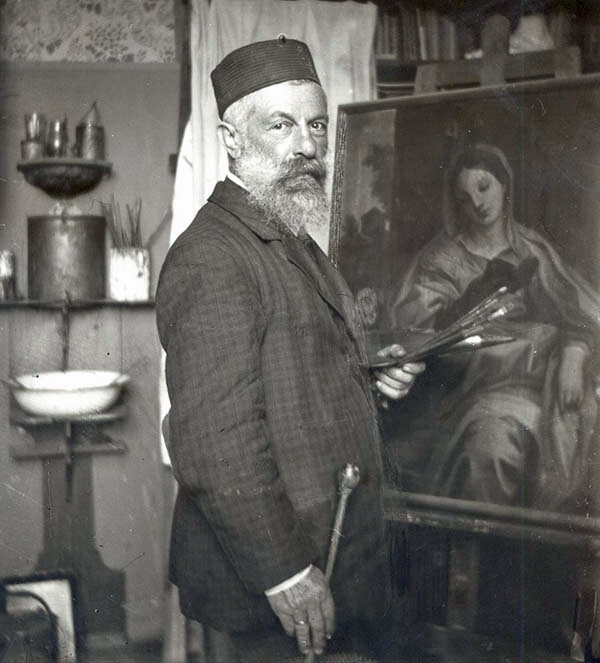
Heinrich Kluibenschedl in seinem Atelier

Von 1872 bis 1914 versah er zahlreiche Kirchen Tirols mit Wand- und Deckengemälden, wobei die begleitenden Kirchenrestaurierungen häufig unter der Leitung seines Freundes, des Historienmalers Albrecht Steiner von Felsburg stattfanden, wie zum Beispiel in der Pfarrkirche Maria Himmelfahrt in Kaltern. Sein Hauptwerk sind die Wand- und Deckengemälde in der Pfarrkirche Silz in Silz. Er schuf aber auch Kreuzwegstationen und Kriegerdenkmäler.
Auch die profane Lüftlmalerei war sein Metier. Als Beispiele dafür dienen sein Geburts- und Wohnhaus in Rietz und das „Gasthaus zum Stern“ in Oetz, an dem er 1912 die Malereien aus dem 17. Jahrhundert restaurierte.
Sein vielseitiges Interesse galt auch der Fotografie. Er war mit dem in Innsbruck lebenden Fotopionier Heinrich Kühn befreundet. In seinem Nachlass finden sich rund 250 Fotoplatten.
Noch mit 75 Jahren hielt Kluibenschedl im  Auftrag der Wiener Akademie in Innsbruck einen Kurs zum Thema Freskenmalen ab. Im selben Jahr 1925 erschien auch sein Buch über die praktische Anleitung zum Freskenmalen.
1926 ging seine Tiroler Weihnachtskrippe mit 57 Figuren und 37 Tieren zum Ausschneiden in Druck, wobei ihm seine eigenen Fresken zum Weihnachtsthema in der Pfarrkirche zu Oetz als Vorbild dienten. Diese Krippe wird heute noch im Handel angeboten.
Von 1873 bis zu seinem Tode hat Heinrich Kluibenschedl sein Leben in Tagebüchern dokumentiert.
Seit 1980 trägt sein Geburtshaus in Rietz, das heute Heimatmuseum ist, eine Gedenktafel an ihn, und die Straße, an der es steht, ist nach Kluibenschedl benannt.

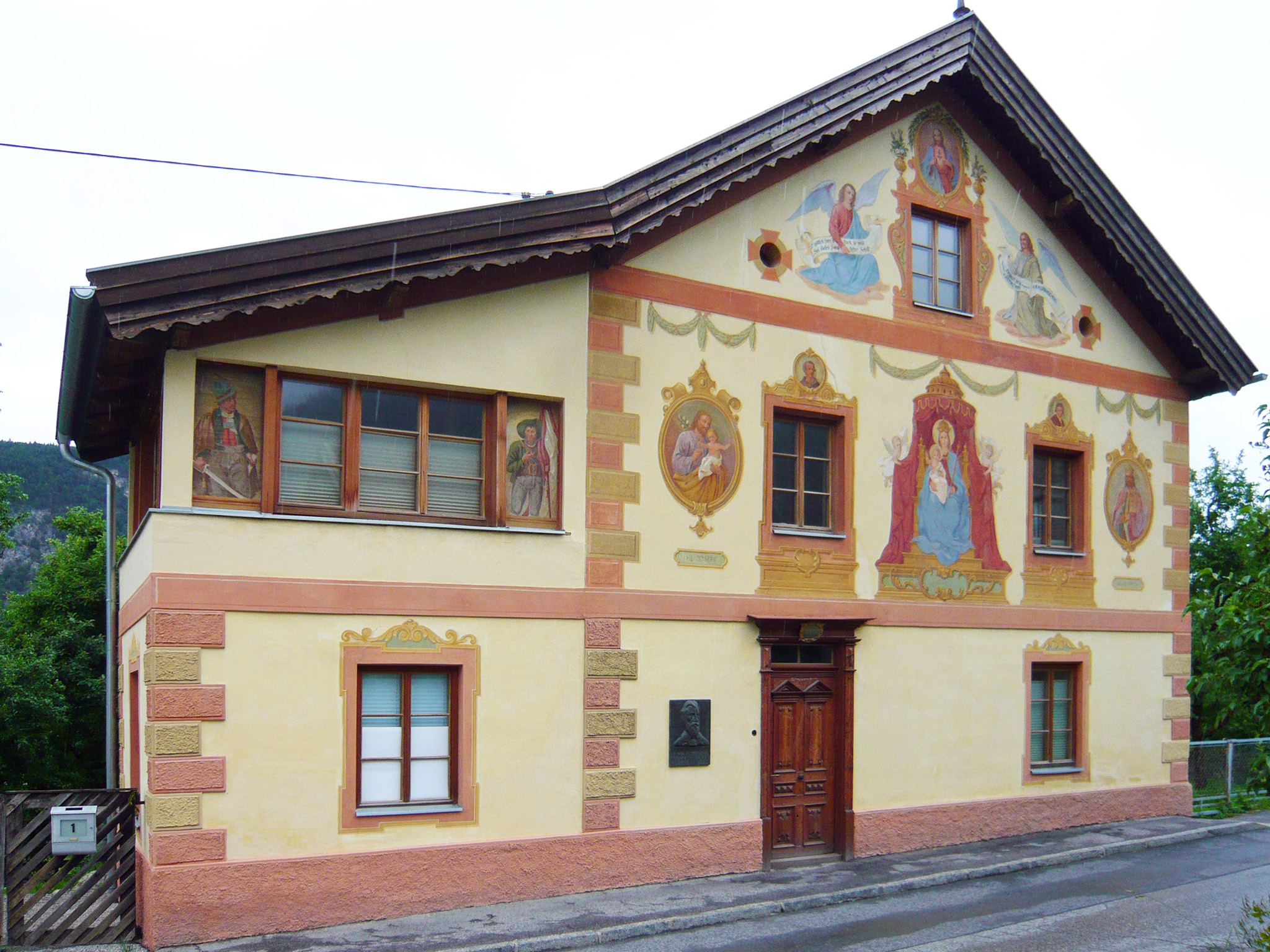
Geburts- und Wohnhaus
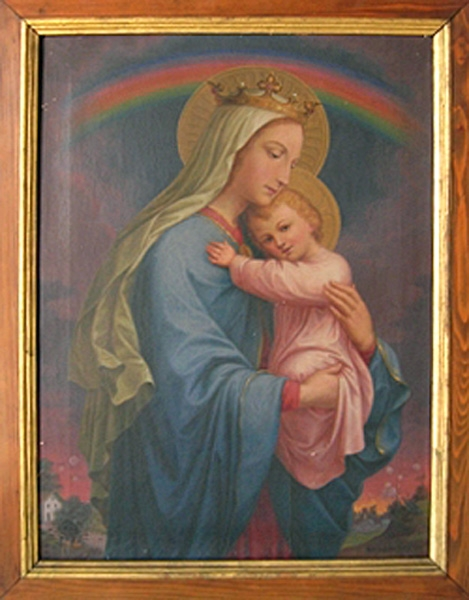
Maria mit Kind
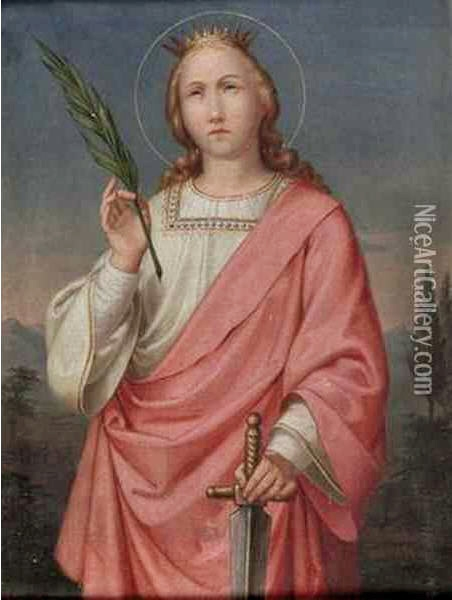
Heilige Katharina
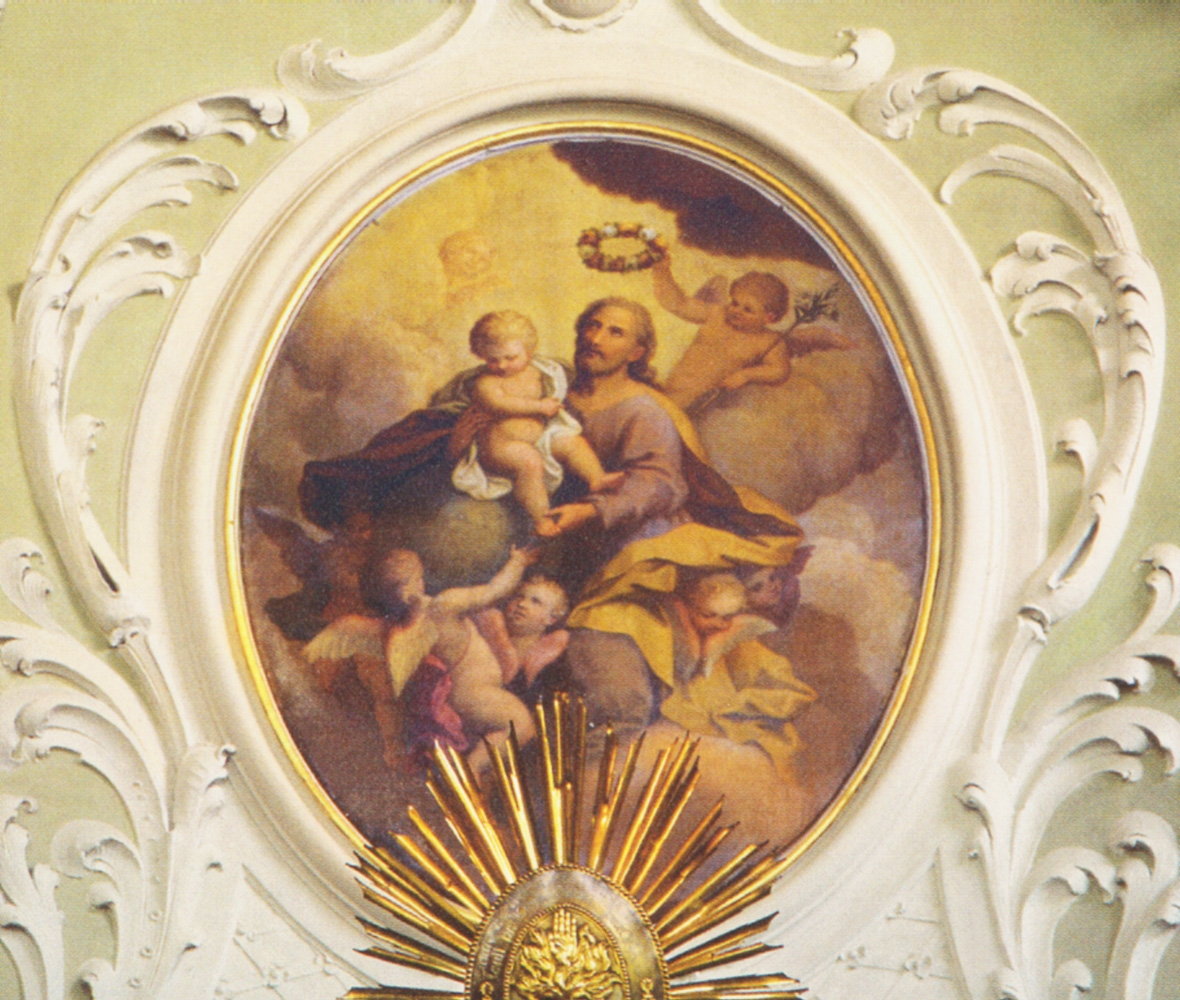
Hl. Josef, Pfarrkirche Kaltern
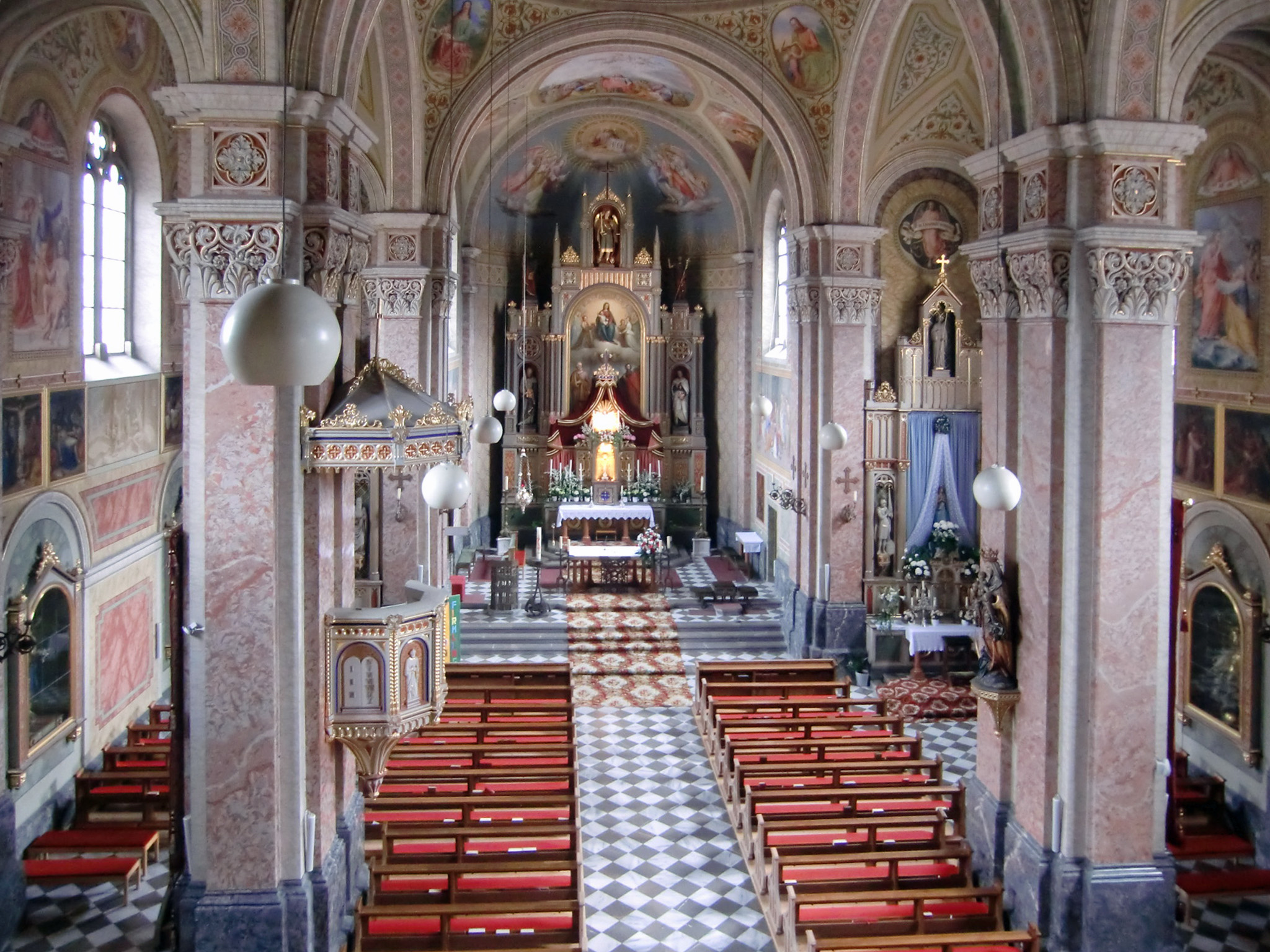
Pfarrkirche Silz
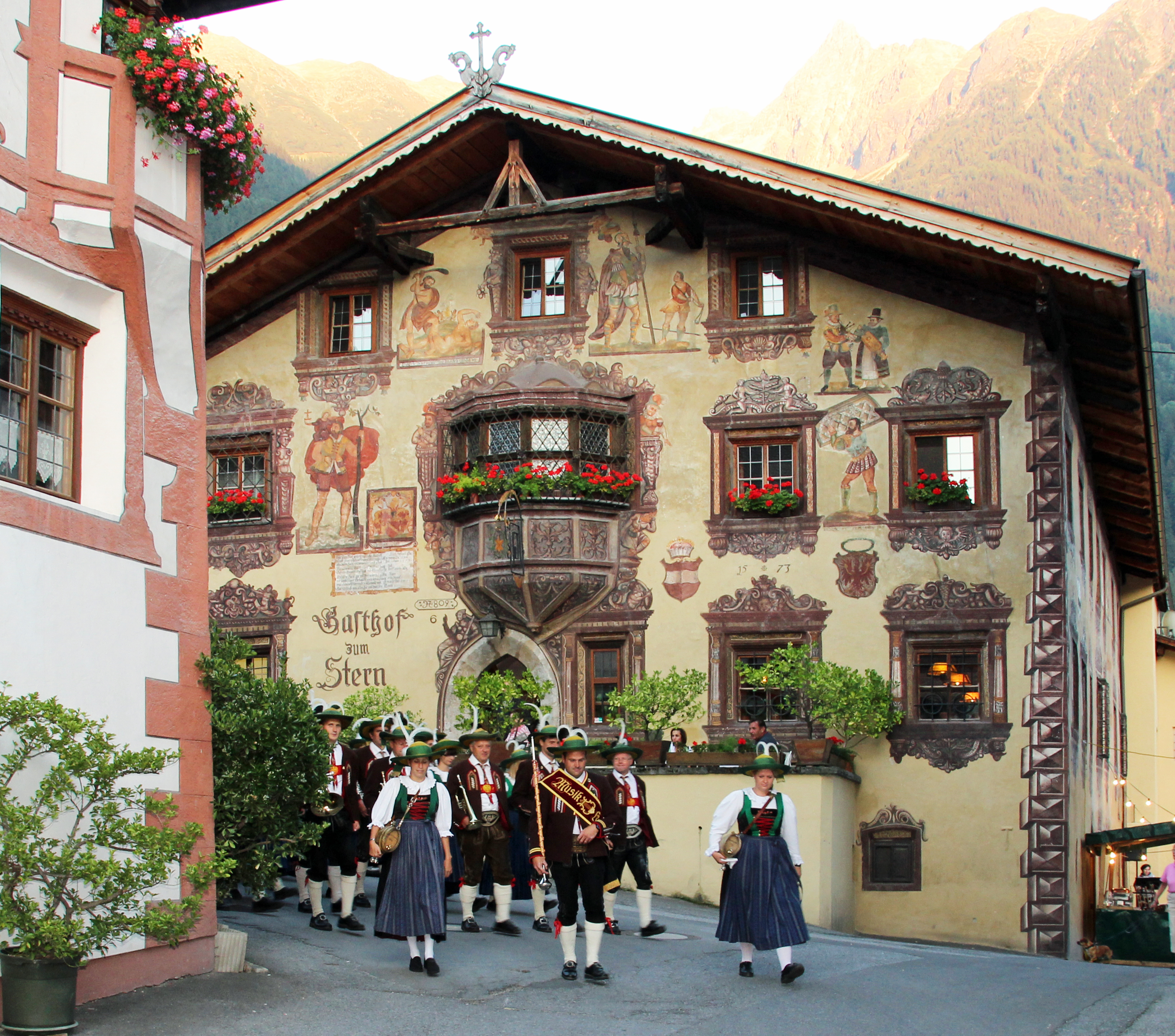
Gasthaus zum Stern in Oetz